# جون كاميرون (زعيم قبيلة)
جون كاميرون هو زعيم قبيلة كندي، ولد في 1764، وتوفي في 1828.